# Миранда, Хосете
Хосе Антонио Миранда Боачо (исп. José Antonio Miranda Boacho; род. 22 июля 1998, Хетафе, Испания) — футболист Экваториальной Гвинеи, нападающий клуба «Ники Волос» и сборной Экваториальной Гвинеи.

## Клубная карьера
Миранда — воспитанник клубов «Тетуан», «Унион Адарве», «Реал Мадрид» и «Хетафе». В 2015 году игрок дебютировал за дублирующий состав последних. 10 апреля 2021 года в матче против «Кадиса» он дебютировал в Ла Лиге. Летом того же года Миранда на правах аренды перешёл в греческий «Ники Волос». 7 ноября в матче против «Ираклиса» он дебютировал во Второй лиге Греции. 16 декабря в поединке против «Кавалы» Хосете забил свой первый гол за «Ники Волос». По окончании аренды клуб выкупил трансфер игрока.

## Международная карьера
26 марта 2015 года в товарищеском матче против сборной Египта Миранда дебютировал за сборную Экваториальной Гвинеи. 4 сентября 2016 года в отборочном поединке Кубка Африки 2017 против сборной Южного Судана Хосете забил свой первый гол за национальную команду.
В 2021 году Миранда принял участие в Кубке Африки в Камеруне. На турнире он сыграл в матчах против сборных Алжира, Сьерра-Леоне, Мали и Сенегала.

### Голы за сборную Экваториальной Гвинеи
| #  | Дата            | Место                                                   | Противник    | Счёт | Результат | Соревнование                   |
| -- | --------------- | ------------------------------------------------------- | ------------ | ---- | --------- | ------------------------------ |
| 1. | 4 сентября 2016 | Новый стадион Малабо, Малабо, Экваториальная Гвинея     | Южный Судан  | 1:0  | 4:0       | Кубок Африки 2017 квалификация |
| 2. | 11 ноября 2020  | Аль-Салам, Каир, Египет                                 | Ливия        | 0:1  | 2:3       | Кубок Африки 2021 квалификация |
| 3. | 18 января 2024  | Национальный стадион Кот-д’Ивуара, Абиджан, Кот-д’Ивуар | Гвинея-Бисау | 2:1  | 4:2       | Кубок Африки 2023              |